# A Dead Sinking Story
A Dead Sinking Story — альбом японской скримо-группы Envy. Выпущен 18 августа 2003 года лейблом Level Plane Records. Единственный альбом группы, записанный с тремя гитаристами — Daichi Takasugi присоединяется до создания альбома и покидает группу после соответствующего тура.

## Список композиций
| №                   | Название                      | Длительность |
| ------------------- | ----------------------------- | ------------ |
| 1.                  | «Chain Wandering Deeply»      | 8:28         |
| 2.                  | «Distress of Ignorance»       | 5:54         |
| 3.                  | «Evidence»                    | 3:16         |
| 4.                  | «Color of Fetters»            | 7:19         |
| 5.                  | «Unrepairable Gentleness»     | 8:10         |
| 6.                  | «Go Mad and Mark»             | 6:35         |
| 7.                  | «A Conviction that Speeds»    | 5:27         |
| 8.                  | «Reasons and Oblivion»        | 5:05         |
| 9.                  | «A Will Remains in the Ashes» | 12:44        |
| Общая длительность: | Общая длительность:           | 1:02:58      |